# Jakob van Domselaer
Jakob van Domselaer (født 15. april 1890 i Gelderland, Holland - død 5. januar 1960 i Bergen, Holland) var en hollandsk komponist og organist.
Domselaer har skrevet en symfoni,to klaverkoncerter, orkesterværker, sonater orgelstykker etc.
Han studerede bl.a. hos Johan Wagenaar, og i Berlin hos Frederic Lamond (1911).
Domselaer var inspireret af Ferruccio Busoni,Anton Bruckner,Gustav Mahler og
minimalismen i sin kompositoriske stil.

## Udvalgte værker
- Symfoni (1921) - for orkester
- 2 Klaverkoncerter (1925, 1927) - for klaver og orkester
- Klaversonater (1918-1935) - for klaver
- Variationer og suite (1930-1958) - for klaver